# Tamanmekar
Tamanmekar is een bestuurslaag in het regentschap Karawang van de provincie West-Java, Indonesië. Tamanmekar telt 5716 inwoners (volkstelling 2010).